# スフィンゴミエリンデアシラーゼ
スフィンゴミエリンデアシラーゼ(Sphingomyelin deacylase、EC 3.5.1.109)は、N-アシル-スフィンゴシルホスホリルコリン アミドヒドロラーゼ(N-acyl-sphingosylphosphorylcholine amidohydrolase)という系統名を持つ酵素である。以下の化学反応を触媒する。
(1) N-アシル-スフィンゴシルホスホリルコリン + 水{\displaystyle \rightleftharpoons }脂肪酸 + スフィンゴシルホスホリルコリン
(2) D-グルコシル-N-アシルスフィンゴシン + 水{\displaystyle \rightleftharpoons }脂肪酸 + D-グルコシル-スフィンゴシン
この酵素は、上皮におけるスフィンゴ脂質の代謝に関与している。